# Paul Goldsmith
Paul Edward Goldsmith (Parkersburg, Virginia Occidental; 2 de octubre de 1925-Munster, Indiana, 6 de septiembre de 2024), más conocido como Paul Goldsmith, fue un piloto estadounidense de motociclismo y de automovilismo.

## Biografía
Goldsmith es miembro en Estados Unidos del salón de la fama de la motocicleta, así también del salón de la fama de la USAC y de los deportes del motor de América. Entre 1958 y 1963, participó en las 500 millas de Indianápolis de automovilismo. En 1960 se calificó en 26.ª posición, mientras que en la carrera, acabó en 3.ª posición, significando que con esta posición y más un 5.º puesto en 1959, obtuvo puntos para el mundial de Fórmula 1, que en este dicho campeonato, acogió este evento entre 1950 y 1960. En total anotó 6 puntos y 1 podio en la F1. En 1958 se retiró por un accidente múltiple, mientras que desde 1961 hasta 1963, tuvo problemas mecánicos y abandonó nuevamente. 
Desde la defunción de Kenneth McAlpine el 8 de abril de 2023, hasta su propia muerte, fue el piloto vivo más longevo de la Fórmula 1. 

## Resultados

### Fórmula 1
(Clave) (negrita indica pole position) (cursiva indica vuelta rápida)

| Año     | Escudería       | 1   | 2     | 3     | 4       | 5   | 6   | 7   | 8   | 9   | 10  | 11  | Pos. | Puntos |
| ------- | --------------- | --- | ----- | ----- | ------- | --- | --- | --- | --- | --- | --- | --- | ---- | ------ |
| 1958    | City of Daytona | ARG | MON   | NED   | 500 Ret | BEL | FRA | GBR | GER | POR | ITA | MAR | NC   | 0      |
| 1959    | Norman Demler   | MON | 500 5 | NED   | FRA     | GBR | GER | POR | ITA | USA |     |     | 18.º | 2      |
| 1960    | Norman Demler   | ARG | MON   | 500 3 | NED     | BEL | FRA | GBR | POR | ITA | USA |     | 16.º | 4      |
| Fuente: |                 |     |       |       |         |     |     |     |     |     |     |     |      |        |